# Émile Henry
Émile Henry (Barcelona, 26 de septiembre de 1872-París, 21 de mayo de 1894) fue un anarquista franco-español responsable de dos atentados con bomba, el más conocido en el café del Hotel Terminus, en la Gare Saint-Lazare parisina. Aunque fue breve su participación en el movimiento anarquista, recibió mucha atención por motivo de  la gran preocupación respecto a los movimientos revolucionarios en la alta burguesía de la época. 

## Biografía
Creció en un ambiente revolucionario. Su padre, Fortuné Henry, fue un communard (miembro de la Comuna de París), sentenciado a muerte en ausencia, ya que había conseguido escapar de la represión que siguió a la derrota, refugiándose en España, donde nacieron sus dos hijos. Fortuné retornó a Francia en 1882 después de la amnistía, y más tarde trabajó en el periódico L'En-dehors. Su hermano también tuvo participación en los círculos anarquistas franceses. 
Al contrario de otros anarquistas provenientes de las clases populares, Henry era un intelectual; había concurrido a la escuela Jean-Baptiste Say, donde era considerado por sus colegas como uno de los más brillantes y solidarios estudiantes. El testimonio de uno de sus profesores de esta escuela lo describía como alguien genial desde la infancia, el más honesto que había conocido. Por sus méritos en cierta ocasión al ser premiado con un uniforme de la Escuela Politécnica, Henry lo rechazó diciendo que no quería ser un militar, y que no quería ser mandado contra los pobres infortunados como los de Fourmies.

## Motivaciones
De todos los anarquistas en Francia, Henry fue el que más se afectó por el guillotinamiento de Auguste Vaillant el 3 de febrero de 1894, por la destrucción de un solar gubernamental en un atentado donde no había habido heridos graves. Henry tomó para sí la tarea de hacer justicia respecto al asesinato de su compañero revolucionario. Su objetivo sería el lujoso Café Terminus, frecuentado en la época casi exclusivamente por miembros de la élite francesa, considerado como un símbolo de la arrogancia burguesa. 

## Atentados

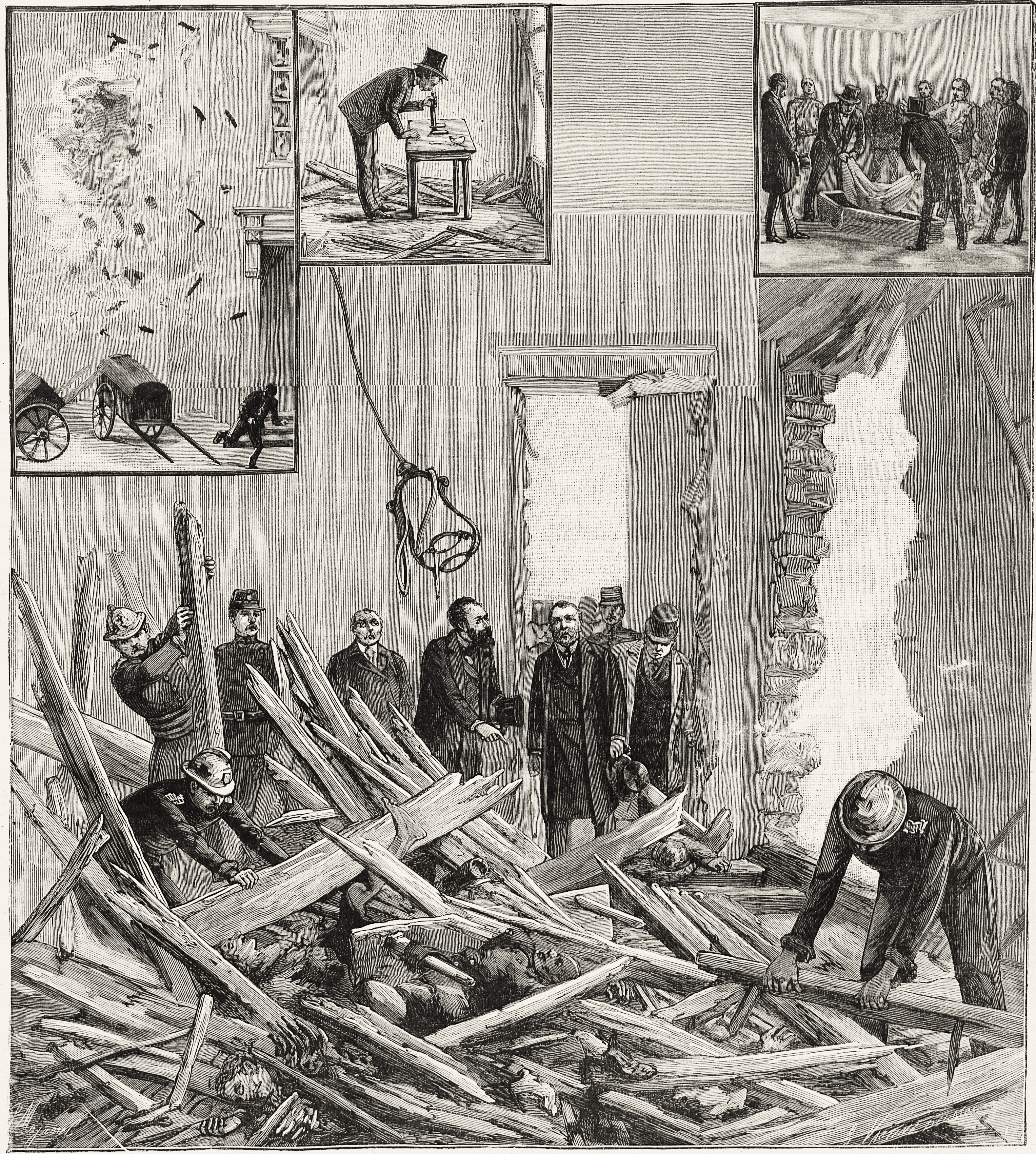
Tapa del periódico Le Progrès Ilustré sobre el atentado de Émile Henry en la rue des Bons-Enfants.

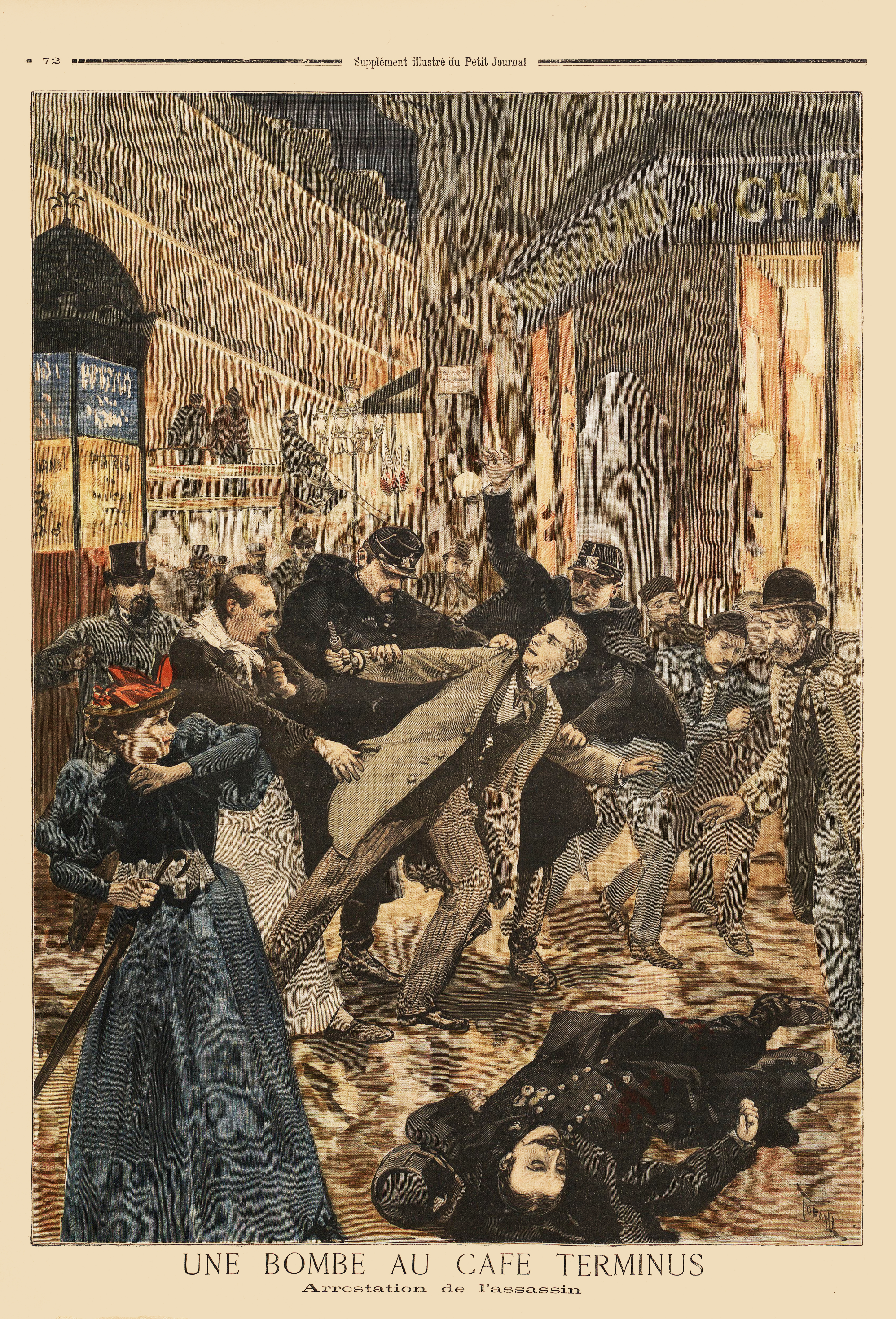
Tapa del periódico en que Émile Henry fue preso luego del ataque al Café Terminus.

El 8 de noviembre de 1892, una bomba destinada a explotar en las oficinas de la Compañía minera Carmaux fue dejada por un empleado del lugar en la delegación de la policía en la calle des Bons-Enfants. La bomba explotó. 
A las 19:00 de la noche del 12 de febrero de 1894, un joven rubio entró en el lujoso Café Terminus, parte del hotel del mismo nombre. Arrojó un paquete con explosivos que extrajo de su bolso, dando contra una lámpara de cristal. Explotó, dispersando astillas de cristal sobre los clientes. 

## El juicio

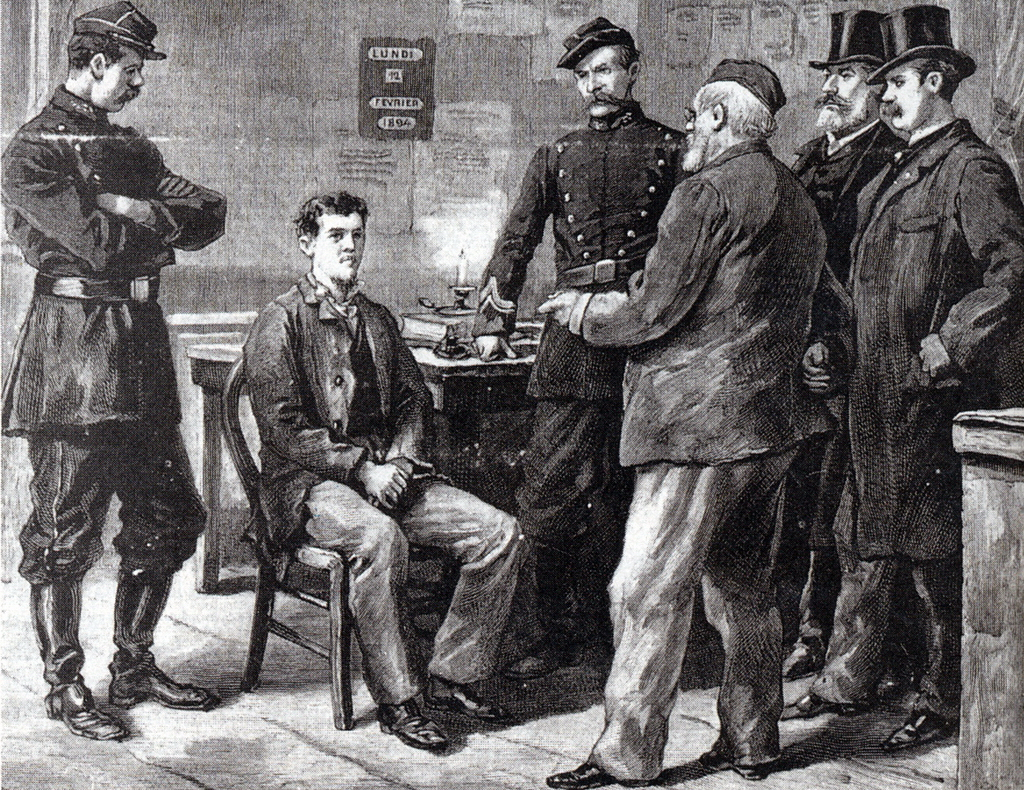
Tapa del periódico del interrogatorio Émile Henry por la policía.

El 27 de abril de 1894, Émile Henry compareció ante el Tribunal (cour d'assises) de Seine para ser juzgado por sus actos. Durante la audiencia, sus respuestas fueron en tono desafiante. 
Cuando el juez que presidía la sesión le espetó: «[...] todos pudimos ver tus manos cubiertas de sangre hoy», Henry le respondió: «Mi mano está tan cubierta de sangre como enrojecidas están sus ropas».
Al ser interrogado por el motivo por el que había herido innecesariamente a tantas personas inocentes, respondió que «[...] no había ningún inocente allí, porque no existe burguesía inocente».
Al recibir su sentencia gritó: «¡Camaradas, Coraje. Larga Vida a la Anarquía!».

## Ejecución
Émile Henry, de 22 años de edad, fue guillotinado a las 04:14 del 21 de mayo de 1894 en París. Su ejecución fue festejada por los periódicos de las principales capitales.